# أنجيلا ألفارادو
أنجيلا ألفارادو (بالإنجليزية: Angela Alvarado)‏ هي ممثلة أمريكية، ولدت في 7 يونيو 1972 بنيويورك في الولايات المتحدة.

## وصلات خارجية
- أنجيلا ألفارادو على موقع IMDb (الإنجليزية)
- أنجيلا ألفارادو على موقع قاعدة بيانات الفيلم (الإنجليزية)